# Koisuru Boukun
Koisuru Boukun (恋する暴君, lit. "O Tirâno se Apaixona") é uma série de mangá do gênero yaoi, escrita e ilustrada por Hinako Takanaga. A história é a continuação de Challengers, da mesma autora, mas agora com o irmão mais velho de Tomoe Tatsumi, Souichi Tatsumi, como principal.
Em 2010, o primeiro volume foi adaptado para dois OVAs.

## Enredo
Tetsuhiro Morinaga é um estudante universitário que é apaixonado pelo seu senpai (veterano), Souichi Tatsumi, que além de ter um comportamento explosivo e ser muito frio é homofóbico. A história começa após Morinaga confessar que é gay e que está apaixonado por Souichi, porém mesmo após isso, eles continuaram sendo amigos com a promessa de esquecerem tudo.
Depois de Souichi descobrir que o casamento gay foi legalizado na Califórnia, onde seu irmão Tomoe estava morando com seu namorado Mitsugu, ele fica extremamente furioso, para acalmá-lo Morinaga o convida para beber em sua casa. Após a bebida acabar e Morinaga ir comprar mais, Souichi vasculha toda a casa e acaba confundindo um afrodisíaco com álcool que a princípio parece não surtir efeito, mas quando acorda no meio da noite ele percebe que está excitado. Mesmo tentando fazer o mínimo de barulho para não acordar Morinaga, ele acaba caindo e o acordando, pois o afrodisíaco havia o deixado muito fraco. Morinaga o ajuda a se aliviar e não sendo mais capaz de se controlar, faz sexo com Souichi mesmo ele tentando impedi-lo.
Na manhã seguinte, Souichi manda Morinaga nunca mais aparecer na sua frente e o expulsa do seu próprio apartamento. Assim ele some, não aparece nem na universidade e nem em seu apartamento. Ao longo dessas semanas Souichi fica desesperado e vai diariamente no apartamento de Morinaga, até que um dia, quando ele estava pela segunda vez no dia procurando por Morinaga, nota que a luz de seu apartamento estava acesa e corre desesperado para lá. Após reencontrar Morinaga, ele descreve toda sua preocupação e Morinaga entende tudo como praticamente uma declaração de amor. Mesmo relutante, após uma pequena chantagem, Souichi aceita e assim se desenvolve lentamente um romance que continua no mangá.

## Personagens
- Tetsuhiro Morinaga

Dublado por: Kousuke Toriumi
Principal da série. Morinaga é um estudante de mestrado no departamento de Ciências Agrárias em uma universidade de Nagoia, ele é gay e apaixonado pelo seu senpai, Souichi Tatsumi, após ele se confessar os dois continuaram sendo amigos e mesmo com a promessa de esquecerem tudo isso ele ainda continuou gostando de Souichi. Ele é basicamente popular e muito educado, porém pelo fato de ser gay não tem um bom relacionamento com seus pais, que tentam fazer ele seguir o exemplo do seu irmão Kunihiro, que está casado no começo da série.
- Souichi Tatsumi

Dublado por: Hikaru Midorikawa
Também principal da série. Ele é homofóbico, agressivo, frio e bate constantemente em Morinaga, ele é um estudante de doutorado na mesma  universidade que Morinaga e é dois anos mais velho que ele. À medida que o relacionamento com Morinaga progride seu preconceito contra gays vai diminuindo. Seu pai, Soujin Tatsumi, é um biólogo que viaja pelo mundo e nunca está em casa e sua mãe já é falecida.    
- Hiroto

Dublado por: Daisuke Hirakawa
Amigo de Morinaga, ele trabalha em um bar gay. Foi ele que deu o afrodisíaco para Morinaga. Tanto mangá, quanto nos dois OVAS, ele é como um "conselheiro" para Morinaga.
- Kanako Tatsumi

Dublado por: Ayaka Kyo
Irmã mais nova de Souichi e Tomoe, ela frequenta o ensino médio, ela suspeita que Morinaga e Souichi estão em um relacionamento. No volume 04 do mangá é ela quem dá a ideia para eles morarem juntos.
- Taichirou Isogai

Dublado por: Toshihiko Seki
Amigo de Kurokawa. No mangá ele é o único que descobre que Morinaga e Souichi estão em um relacionamento e às vezes usa isso para beneficiar seu amigo Kurokawa e impedir que Souichi faça algo com ele.
- Tomoe Tatsumi

Dublado por: Kouki Miyata
Irmão mais novo de Souichi, na série ele é gay e é o principal motivo de Souichi odiar os gays. Ele mora com Kurokawa na Califórnia. Personagem principal na série Challengers.
- Mitsugu Kurokawa

Dublado por: Tomokazu Sugita
Namorado de Tomoe, ele é ameaçado constantemente por Souichi, que quer separá-lo de Tomoe. Ele mora com Tomoe na Califórnia. Também personagem principal na série Challengers.
- Kunihiro Morinaga

Dublado por: Ken Narita
Irmão mais velho de Tetsuhiro Morinaga, que é contra a orientação sexual de Tetsuhiro. É sempre usado como exemplo pelos seus pais, que tentam fazer Tetsuhiro abandonar sua sexualidade. No começo da série ele está casado, porém ele se separa depois e no final se assume gay.
- Junya Masaki

Dublado por: Kazuyuki Okitsu
Primeiro amor de Tetsuhiro e o melhor amigo de Kunihiro, ele mantinha um relacionamento secreto com Tetsuhiro quando os dois eram mais jovens, mas, na verdade, estava apaixonado por Kunihiro.

## Mídias

### Mangá
O mangá contém 14 volumes no total, eles foram lançados no Japão pela Gush Comics a partir de 10 de fevereiro de 2005, nas seguintes datas:
- Volume 1, dia 10 de fevereiro de 2005
- Volume 2, dia 10 de novembro de 2005
- Volume 3, dia 9 de dezembro de 2006
- Volume 4, dia 10 de abril de 2008
- Volume 5, dia 10 de junho de 2009
- Volume 6, dia 20 de julho de 2010
- Volume 7, dia 10 de novembro de 2011
- Volume 8, dia 10 de fevereiro de 2012
- Volume 9, dia 10 de abril de 2014
- Volume 10, dia 9 de abril de 2016
- Volume 11, dia 10 de abril de 2018
- Volume 12, dia 10 de fevereiro de 2020
- Volume 13, dia 10 de novembro de 2021
- Volume 14, dia 9 de junho de 2023

### OVA
Em 2010, o primeiro volume da série foi adaptado em dois OVAS adaptados pela Primetime, com roteiro de Yukina Scarlet, produção de Keishi Kawakubo e como diretor de animação Tomoko Hirota. Cada OVA tendo em média 30 minutos. O primeiro foi lançado dia 25 de junho e o outro em 26 de novembro de 2010.

## Recepção
A versão em inglês do mangá havia sido licenciada em 2006 pela DramaQueen, no entanto, foi adiada. Até o seu lançamento em 2010, foi muito esperada pelos fãs. Lissa Pattillo do Anime News Network disse que apesar da história ter uma "quantidade interessante de ressonância emocional e cenas picantes de sexo, os momentos de destaque do volume são, definitivamente, os cômicos." Ela também elogiou a arte de Hinako Takanaga e comentou que "a história em si não parece inteiramente nova, mas os personagens mais do que compensam isso". Sandra Scholes do ActiveAnime mencionou que "os leitores habituais de yaoi ficarão com um brilho especial ao lerem" o mangá e que ele é "cheio de diversão" e "chega a uma conclusão regular, porém intrigante."